# Unterseeboot 137 (1940)
Pour les articles homonymes, voir Unterseeboot 137.
L' Unterseeboot 137 ou U-137 est un sous-marin allemand (U boot) de type II.D utilisé par la Kriegsmarine pendant la Seconde Guerre mondiale.
Comme les sous-marins de type II étaient trop petits pour des missions de combat dans l'océan Atlantique, il a été affecté principalement dans la Mer du Nord et les côtes atlantiques.

## Historique
Mis en service le 15 juin 1940, l'U-138 a servi comme sous-marin d'entrainement et de navire-école pour les équipages d'abord au sein de la 1. Unterseebootsflottille à Kiel.
Le 1er septembre 1940, l'U-137 devient opérationnel toujours dans la 1. Unterseebootsflottille à Kiel.
Il quitte le port de Kiel le 14 septembre 1940 sous les ordres de l'Oberleutnant zur See Herbert Wohlfarth pour rejoindre 4 jours plus tard Stavanger.
Il appareille le 21 septembre 1940 du port de Stavanger	pour sa première patrouille toujours sous les ordres de l'Oberleutnant zur See Herbert Wohlfarth et rejoint la base sous-marine de Lorient le 29 septembre 1940, soit après 9 jours et un succès de 2 navires coulés pour un total de 10 795 tonneaux et 1 endommagé de 4 917 tonneaux.
Le 1er octobre 1940, Herbert Wohlfarth est promu au grade de Kapitänleutnant et reçoit la Croix de fer 1re classe en récompense de ses résultats.
Sa deuxième patrouille débute le 9 octobre 1940 et finit, après 9 jours en mer, le 19 octobre 1940. Lors de cette patrouille, il endommage un navire de guerre auxiliaire de 10 552 tonneaux qui survivra à la guerre.
Sa troisième patrouille, du 3 au 22 novembre 1940, soit 20 jours en mer le conduit de Lorient à Bergen en Norvège dans laquelle il coule 4 navires pour un total de 13 341 tonneaux. Le 24 novembre 1940, il quitte Bergen pour rejoindre Kiel qu'il atteint le 27 novembre 1940, après 4 jours en mer.
Le 15 décembre 1940, le Kapitänleutnant Herbert Wohlfarth cède le commandement de l'U-137 à l'Oberleutnant zur See Hanns-Ferdinand Massmann.
Le 20 décembre 1940, l'U-137 rejoint la 22. Unterseebootsflottille à Gotenhafen pour des fonctions de formation jusqu'au 17 juin 1941 où il appareille, toujours sous les ordres de l'Oberleutnant zur See Hanns-Ferdinand Massmann pour le nord des Shetland pour arriver à Bergen qu'il atteint le 20 juin 1941, après 4 jours en mer.
Il quitte Bergen le 21 juin 1941 pour sa quatrième et dernière patrouille de guerre pour y revenir avec 14 jours en mer, le 4 juillet 1941. Le 24 juillet 1941, il part pour Helsingör au Danemark qu'il atteint le 26 juillet 1941, puis départ pour Kiel le 28 août 1941 où il apponte le lendemain.
L'U-137 quitte définitivement le service active et reprend son rôle en tant que navire-école, toujours dans la 22. Unterseebootsflottille et le reste jusqu'à la fin de la guerre. Durant les dernières semaines de la guerre il fait mouvement vers Whilhelmshaven.
Le 2 mai 1945, la fin de la guerre se faisant sentir et pour répondre aux ordres de l'amiral Karl Dönitz pour l'Opération Regenbogen, l'U-137 est sabordé dans la Raederschleuse (écluse Raeder (d'après le nom du Grand Amiral Erich Raeder), entrée ouest du port) à Wilhelmshaven, à la position géographique de 53° 31′ N, 8° 10′ E.
Après guerre, l'U-137 est renfloué et démoli.

## Affectations
- 1. Unterseebootsflottille à Kiel du 15 juin au 31 août 1940 (entrainement)
- 1. Unterseebootsflottille à Kiel du 1er septembre au 19 décembre 1940 (service active)
- 22. Unterseebootsflottille à Gotenhafen du 20 décembre 1940 au 2 mai 1945 (navire-école)

## Commandements
- Kapitänleutnant Herbert Wohlfarth du 15 juin au 14 décembre 1940
- Oberleutnant zur See Hanns-Ferdinand Massmann du 15 décembre 1940 au 7 décembre 1941
- Oberleutnant zur See Herbert Brünning du 8 décembre 1941 au 1er septembre 1942
- Oberleutnant zur See Gerth Gemeiner du 2 septembre 1942 au 27 décembre 1943
- Oberleutnant zur See Günther Schimmel du 28 décembre 1943 au 24 janvier 1945
- Oberleutnant zur See Erich Fischer du 25 janvier au 28 février 1945
- Oberleutnant zur See Hans-Joachim Dierks de mars au 2 mai 1945

## Patrouilles
|       | Commandant                     | Départ            | Départ    | Arrivée           | Arrivée   | Jours    | Succès   |
| ----- | ------------------------------ | ----------------- | --------- | ----------------- | --------- | -------- | -------- |
|       | Oblt. Herbert Wohlfarth        | 14 septembre 1940 | Kiel      | 17 septembre 1940 | Stavanger | 4 jours  |          |
| 1     | Oblt. Herbert Wohlfarth        | 21 septembre 1940 | Stavanger | 29 septembre 1940 | Lorient   | 9 jours  | 15 712   |
| 2     | Kptlt. Herbert Wohlfarth       | 9 octobre 1940    | Lorient   | 17 octobre 1940   | Lorient   | 9 jours  | 10 552   |
| 3     | Kptlt. Herbert Wohlfarth       | 3 novembre 1940   | Lorient   | 22 novembre 1940  | Bergen    | 20 jours | 13 341   |
|       | Kptlt. Herbert Wohlfarth       | 24 novembre 1940  | Bergen    | 27 novembre 1940  | Kiel      | 4 jours  |          |
|       | Oblt. Hanns-Ferdinand Massmann | 17 juin 1941      | Kiel      | 20 juin 1941      | Bergen    | 4 jours  |          |
| 4     | Oblt. Hanns-Ferdinand Massmann | 21 juin 1941      | Bergen    | 4 juillet 1941    | Bergen    | 14 jours |          |
|       | Oblt. Hanns-Ferdinand Massmann | 24 juillet 1941   | Bergen    | 26 juillet 1941   | Helsingör | 3 jours  |          |
|       | Oblt. Hanns-Ferdinand Massmann | 28 août 1941      | Helsingör | 29 août 1941      | Bergen    | 2 jours  |          |
| Total | Total                          | Total             | Total     | Total             | Total     | 52 jours | 39 605 t |

Note : Oblt. = Oberleutnant zur See - Kptlt. = Kapitänleutnant

## Navires coulés
L'Unterseeboot 137 a coulé 6 navires marchands ennemis pour un total de 24 136 tonneaux et endommagé 1 navire marchand de 4 917 tonneaux et 1 navire militaire auxiliaire de 10 552 tonneaux au cours des 4 patrouilles (52 jours en mer) qu'il effectua.
| Date              | Nom                | Nationalité     | Tonnage (GRT) | Fait      | Convoi | Localisation         | Décès |
| ----------------- | ------------------ | --------------- | ------------- | --------- | ------ | -------------------- | ----- |
| 26 septembre 1940 | Ashantian          | Grande-Bretagne | 4 917         | Endommagé | OB-218 | 55° 10′ N, 11° 00′ O | 4     |
| 26 septembre 1940 | Manchester Brigade | Grande-Bretagne | 6 042         | Coulé     | OB-218 | 54° 53′ N, 10° 22′ O | 56    |
| 26 septembre 1940 | Stratford          | Grande-Bretagne | 4 753         | Coulé     | OB-218 | 54° 50′ N, 10° 40′ O | 2     |
| 14 octobre 1940   | HMS Cheshire *     | Grande-Bretagne | 10 552        | Endommagé |        | 55° 13′ N, 13° 02′ O | 0     |
| 13 novembre 1940  | Cape St. Andrew    | Grande-Bretagne | 5 094         | Coulé     | OB-240 | 55° 14′ N, 10° 29′ O | 15    |
| 16 novembre 1940  | Planter            | Grande-Bretagne | 5 887         | Coulé     | SLS-53 | 55° 38′ N, 8° 28′ O  | 13    |
| 17 novembre 1940  | Saint Germain      | Grande-Bretagne | 1 044         | Coulé     | HG-46  | 55° 40′ N, 8° 40′ O  | 0     |
| 17 novembre 1940  | Veronica           | Suède           | 1 316         | Coulé     | HG-46  | 55° 20′ N, 8° 45′ O  | 17    |

* Survivant à la guerre.

### Sources
- (en) Cet article est partiellement ou en totalité issu de l’article de Wikipédia en anglais intitulé « German submarine U-137 (1940) » (voir la liste des auteurs).